# تمشکی
تمشکی رنگی شبیه رنگ تمشک است.
نخستین استفاده ثبت‌شده از تمشکی به عنوان یک نام رنگ در انگلیسی در سال ۱۸۹۲ بود.

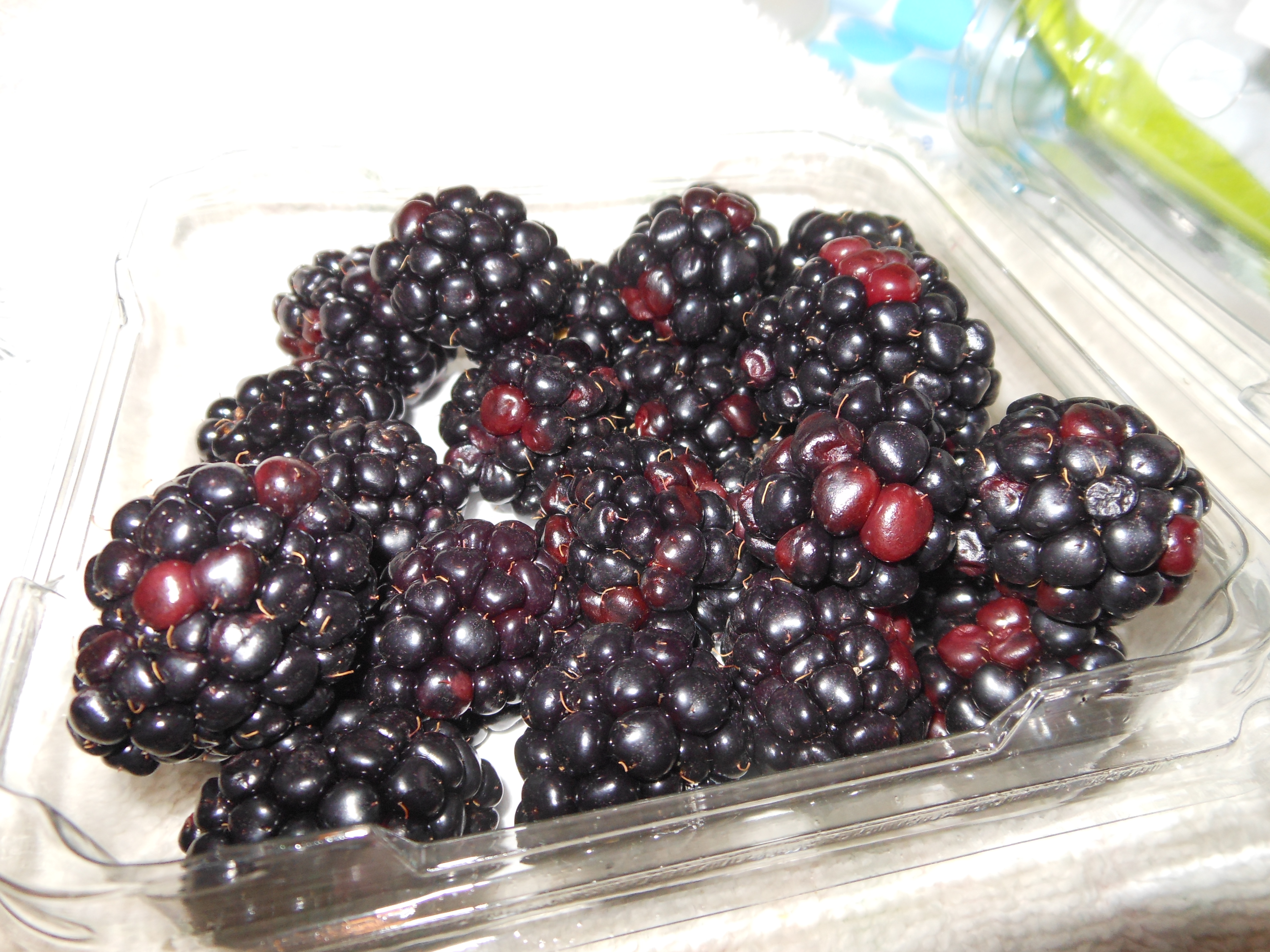
تمشک سیاه

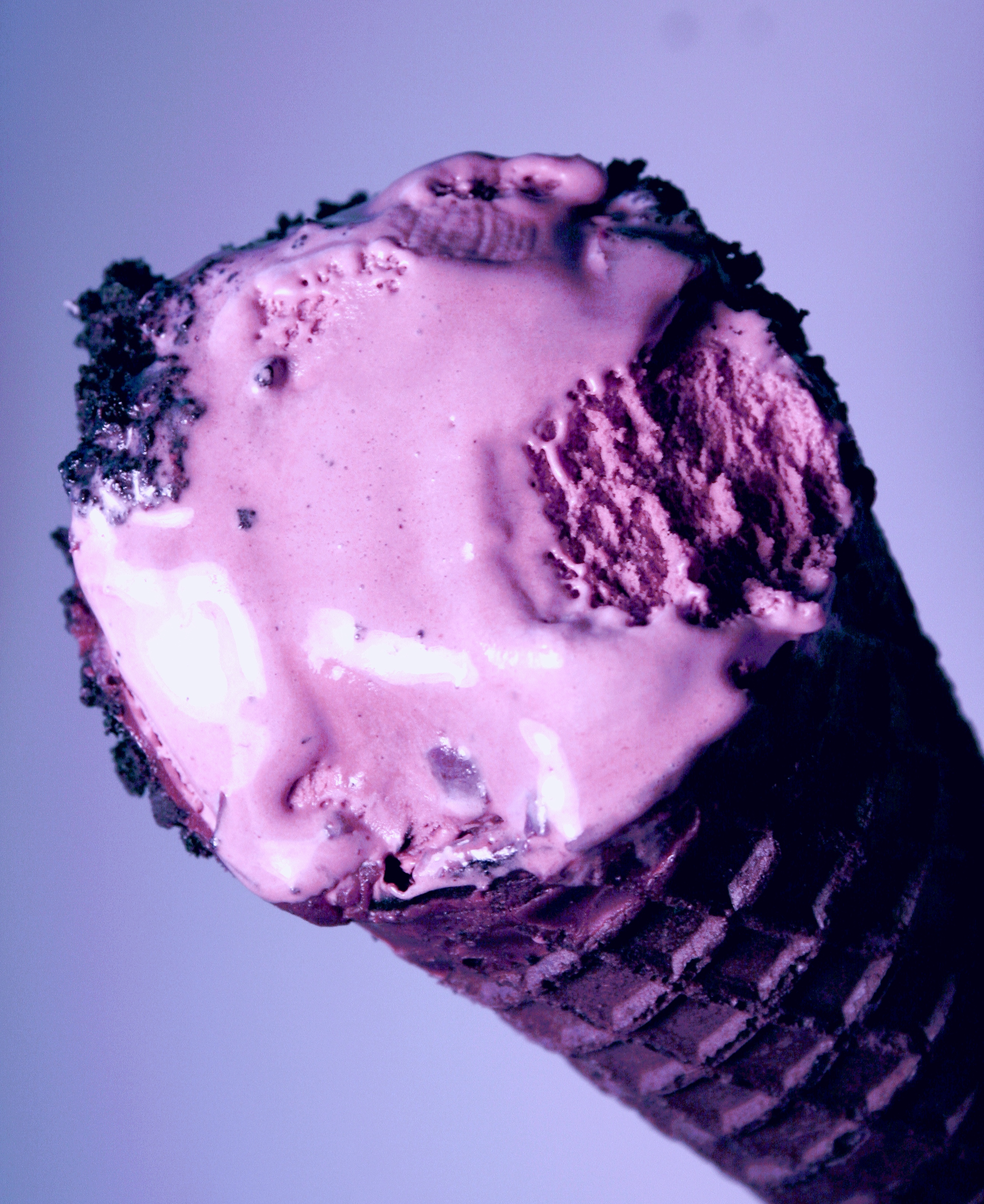
بستنی تمشکی سیاه